# Fournes-en-Weppes
Fournes-en-Weppes là một xã ở tỉnh Nord trong vùng Hauts-de-France, Pháp.